# سیمپلوکس
سیمپلوکس (نام علمی: Symplocos) لُود، لُوتر، لُتر نام یک سرده از رده دولپه‌ای‌ها است.

برگها و پوست این درخت، منبع سرشار نمک آلومینیوم است از این رو در رنگرزی، جایگزین مناسبی است برای زاج سفید.